# Vienna (Louisiana)
Vienna és una població dels Estats Units a l'estat de Louisiana. Segons el cens del 2000 tenia 424 habitants.

## Demografia
Segons el cens del 2000, Vienna tenia 424 habitants, 157 habitatges, i 124 famílies. La densitat de població era de 47,3 habitants/km².
Dels 157 habitatges en un 34,4% hi vivien nens de menys de 18 anys, en un 69,4% hi vivien parelles casades, en un 6,4% dones solteres, i en un 21% no eren unitats familiars. En el 18,5% dels habitatges hi vivien persones soles el 6,4% de les quals corresponia a persones de 65 anys o més que vivien soles. El nombre mitjà de persones vivint en cada habitatge era de 2,7 i el nombre mitjà de persones que vivien en cada família era de 3,07.
Per edats la població es repartia de la següent manera: un 26,2% tenia menys de 18 anys, un 7,8% entre 18 i 24, un 26,9% entre 25 i 44, un 32,8% de 45 a 60 i un 6,4% 65 anys o més.
L'edat mediana era de 39 anys. Per cada 100 dones de 18 o més anys hi havia 104,6 homes.
La renda mediana per habitatge era de 58.438 $ i la renda mediana per família de 61.000 $. Els homes tenien una renda mediana de 43.542 $ mentre que les dones 25.625 $. La renda per capita de la població era de 26.013 $. Entorn del 5,2% de les famílies i el 6,7% de la població estaven per davall del llindar de pobresa.

## Poblacions més properes
El següent diagrama mostra les poblacions més properes.